# Richard von Heydebreck
Richard Ludwig Alexander Hennig von Heydebreck (* 21. Juli 1836 in Tessin; † 9. September 1910 in Budow) war ein preußischer Generalmajor.

## Leben

### Herkunft
Richard war ein Sohn des preußischen Rittmeisters Louis von Heydebreck (1804–1863) und dessen Ehefrau Emilie, geborene von Kleist (1816–1892). Der preußische Generalleutnant Louis von Heydebreck (1840–1923) war sein jüngerer Bruder.

### Militärkarriere
Nach dem Besuch des Kadettenkorps wurde Heydebreck am 29. April 1854 als charakterisierter Portepeefähnrich dem 2. Jäger-Bataillon der Preußischen Armee überwiesen. Er avancierte Mitte August 1856 zum Sekondeleutnant, stieg Mitte Dezember 1863 zum Premierleutnant auf und war von Anfang Oktober 1865 bis Ende Mai 1866 zur Dienstleistung beim 5. Pommerschen Infanterie-Regiment Nr. 42 kommandiert. Im folgenden Krieg gegen Österreich nahm er am Kämpfen bei Podkost, Gitschin und Königgrätz teil und erhielt für sein Wirken den Roten Adlerorden IV. Klasse mit Schwertern.
Unter Beförderung zum Hauptmann wurde Heydebreck nach dem Krieg Ende Oktober 1866 als Kompaniechef in das Jäger-Bataillon Nr. 10 nach Goslar versetzt. In dieser Eigenschaft nahm er zu Beginn des Krieges gegen Frankreich an den Schlachten bei Mars-la-Tour und Gravelotte teil. Während der anschließenden Belagerung von Metz folgte am 9. September 1870 seine Versetzung in das Hessische Jäger-Bataillon Nr. 11, mit dem er sich bei der Belagerung von Paris an den Ausfallgefechten bei Le Val sowie Notre Dame de Clamart beteiligte und mit dem Eisernen Kreuz II. Klasse ausgezeichnet wurde.
Nach dem Friedensschluss wurde Heydebreck unter Beförderung zum überzähligen Major Mitte Dezember 1876 seinem Bataillon aggregiert und Mitte März 1877 in das 4. Brandenburgische Infanterie-Regiment Nr. 24 (Großherzog von Mecklenburg-Schwerin) versetzt. Dort war er von Mitte Juni 1880 bis Ende März 1881 Bataillonskommandeur und übernahm anschließend das II. Bataillon im Infanterie-Regiment Nr. 98 in Brandenburg an der Havel. Daran schloss sich mit der Beförderung zum Oberstleutnant am 12. Februar 1884 eine Verwendung als etatmäßiger Stabsoffizier im 3. Pommerschen Infanterie-Regiment Nr. 14 in Stralsund an. Nachdem Heydebreck im Sommer 1884 an der Generalstabsreise des II. Armee-Korps teilgenommen hatte, wurde er Mitte Juni 1886 unter Verleihung des Ranges als Regimentskommandeur zum Bezirkskommandeur des Reserve-Landwehr-Regiments (1. Berlin) Nr. 35 ernannt. Anschließend war er als Oberst vom 15. November 1887 bis zum 13. Mai 1890 Kommandeur des 3. Hessischen Infanterie-Regiments Nr. 83 in Kassel und sein Regimentschef Georg Viktor Fürst von Waldeck und Pyrmont verlieh ihm das Militär-Verdienstkreuz I. Klasse. Mit der Beförderung zum Generalmajor folgte am 14. Mai 1890 seine Versetzung als Kommandeur der 28. Infanterie-Brigade nach Wesel und in dieser Eigenschaft erhielt im Januar 1892 den Roten Adlerorden II. Klasse mit Eichenlaub und Schwertern am Ringe. In Genehmigung seines Abschiedsgesuches wurde Heydebreck am 20. Juli 1892 mit der gesetzlichen Pension zur Disposition gestellt und nach seiner Verabschiedung im August 1892 durch Kaiser Wilhelm II. mit dem Kronen-Orden II. Klasse mit Stern gewürdigt.

### Familie
Heydebreck verheiratete sich am 20. Dezember 1861 in Greifswald mit Anna Balthasar (1837–1904). Nach ihrem Tod heiratete er am 26. Juli 1906 in Budow Asta von Zitzewitz (* 1859). Aus der ersten Ehe gingen folgende Kinder hervor:
- Paul (* 1865), preußischer Major ⚭ 1899 Ursula von Heydebreck (* 1864)
- Elisabeth (* 1866) ⚭ 1904 Albert Lemcke, preußischer Strafanstaltspfarrer
- Louis (* 1867), preußischer Hauptmann ⚭ Elsa Peres
- Richard (* 1872), preußischer Major ⚭ 1898 Elsa Meisner (* 1872)

Der Kirchenjurist Burkhard von Bonin war ein Neffe.